# Eschiva II
Eschiva II, född 1100-talet, död 1187, var regerande furstinna av Galileen i kungariket Jerusalem mellan 1158 och 1187.